# Овуляция
Овуля́ция (от лат. ovulla — яичко) — явление, представляющее собой выход яйцеклетки из яичника в маточную трубу в результате разрыва зрелого фолликула. Во время овуляции яйцеклетка находится на стадии созревания ооцита второго порядка (см. оогенез). Из фолликула яйцеклетка попадает в яйцевод (называемый у женщины фаллопиевой трубой), где происходит оплодотворение. Биологический смысл овуляции состоит в освобождении яйцеклетки из фолликула для её оплодотворения, зачатия и дальнейшего прохода по половым путям.

## Описание
Овуляция у женщины происходит в среднем на 14,6 день от начала менструального цикла со значительным разбросом между индивидуальными женщинами. Границы доверительного интервала 95 % лежат в пределах от 8,2 до 20,5 дней.
Сам процесс выхода яйцеклетки из фолликула занимает не более одного часа, далее, попав в воронку фаллопиевой трубы, яйцеклетка сохраняет способность быть оплодотворённой в течение приблизительно одних суток. Объективно женщина не способна почувствовать момент овуляции, так как к фолликулу не подходит сенсорных нервных окончаний. Период времени, в течение которого высока вероятность овуляции, называют овуляторным периодом. Овуляторный период не имеет определённой продолжительности, разные исследователи указывают различную длительность периода овуляции — это зависит от методов определения овуляции. В медицинских учреждениях распространены следующие методы определения овуляции: ультразвуковая диагностика фолликулов яичника, определение концентрации лютеинизирующего гормона в крови. В домашних условиях используют мочевую проверку на концентрацию лютеинизирующего гормона (тесты на овуляцию), а также температурный метод, упрощённо о периоде овуляции судят согласно календарному методу. Зачатие происходит в период овуляции. В этот период женщина нередко испытывает высокое половое влечение.
Процесс овуляции управляется гипоталамусом, который регулирует работу передней доли гипофиза. Регуляция осуществляется посредством гонадотропин-рилизинг гормона, под действием которого гипофиз выделяет в кровь гонадотропные гормоны: лютеинизирующий гормон и фолликулстимулирующий гормон. В фолликулярной (предовуляторной) фазе менструального цикла фолликул яичника значительно увеличивается в размере (следствие воздействия фолликулстимулирующего гормона). Созревая, фолликул достигает приблизительно 2 см в диаметре. Внутри фолликула развивается яйцеклетка. При созревании фолликул выделяет эстрогены — гормоны, оказывающие системное воздействие, прежде всего на репродуктивные органы женщины. Под действием эстрогенов передняя доля гипофиза выделяет увеличенное количество лютеинизирующего гормона (ЛГ) в течение короткого времени (так называемый овуляторный пик ЛГ), который запускает «созревание» яйцеклетки (первое деление мейоза). После созревания в фолликуле формируется разрыв, через который яйцеклетка покидает фолликул. Между овуляторным пиком ЛГ и овуляцией проходит около 36—48 часов. В течение постовуляторной фазы (фазы жёлтого тела) яйцеклетка обычно перемещается по фаллопиевой трубе в направлении матки. Если произошло оплодотворение яйцеклетки, то на третий-четвёртый день эмбрион попадает в полость матки и на пятый-седьмой день происходит процесс имплантации.
Если оплодотворения не произошло, яйцеклетка погибает в фаллопиевой трубе в течение приблизительно 24 часов.

## Ановуляция
Менструальный цикл, характеризующийся отсутствием выхода яйцеклетки из яичника, называется ановуляцией. Ановуляция является одним из самых частых вариантов эндокринного бесплодия. Одна из частых причин олигоовуляции (аномально редкой овуляции) и ановуляции — синдром поликистозных яичников.